# ليام كونينغهام (سياسي)
ليام كونينغهام (بالإنجليزية: Liam Cunningham)‏ هو سياسي أيرلندي، ولد في 25 يناير 1915، وتوفي في 29 فبراير 1976. نشط حزبياً في فيانا فايل.

## مناصب
- في 1951 Irish general election [الإنجليزية]‏، انتخب نائب دييل عن دائرة Donegal East (Dáil constituency) [الإنجليزية]‏ وقد انضم خلال فترته النيابية ‏ (13 يونيو 1951 – 23 أبريل 1954) للكتلة البرلمانية فيانا فايل.
- في 1954 Irish general election [الإنجليزية]‏، انتخب نائب دييل عن دائرة Donegal East (Dáil constituency) [الإنجليزية]‏ وقد انضم خلال فترته النيابية ‏ (2 يونيو 1954 – 13 ديسمبر 1956) للكتلة البرلمانية فيانا فايل.
- في الانتخابات العمومية الإيرلندية 1957 [الإنجليزية]‏، انتخب نائب دييل عن دائرة Donegal East (Dáil constituency) [الإنجليزية]‏ وقد انضم خلال فترته النيابية ‏ (20 مارس 1957 – 1 سبتمبر 1961) للكتلة البرلمانية فيانا فايل.
- في الانتخابات العمومية الإيرلندية 1961 [الإنجليزية]‏، انتخب نائب دييل عن دائرة Donegal North–East ‏ وقد انضم خلال فترته النيابية ‏ (11 أكتوبر 1961 – 11 مارس 1965) للكتلة البرلمانية فيانا فايل.
- في الانتخابات العمومية الإيرلندية 1965 [الإنجليزية]‏، انتخب نائب دييل عن دائرة Donegal North–East ‏ وقد انضم خلال فترته النيابية ‏ (21 أبريل 1965 – 21 مايو 1969) للكتلة البرلمانية فيانا فايل.
- في الانتخابات العمومية الإيرلندية 1969 [الإنجليزية]‏، انتخب نائب دييل عن دائرة Donegal North–East ‏ وقد انضم خلال فترته النيابية ‏ (2 يوليو 1969 – 5 فبراير 1973) للكتلة البرلمانية فيانا فايل.
- في الانتاخابات العمومية الإيرلندية 1973 [الإنجليزية]‏، انتخب نائب دييل عن دائرة Donegal North–East ‏ وقد انضم خلال فترته النيابية ‏ (14 مارس 1973 – 29 فبراير 1976) للكتلة البرلمانية فيانا فايل.